# ウラカンFC
ウラカンFC（Huracán Football Club）は、1954年に創設されたウルグアイの首都モンテビデオに本拠地を置くサッカークラブである。ウラカン・デル・パソ・デ・ラ・アレーナ（Huracán del Paso de la Arena）とも呼ばれる。現在、セグンダ・ディビシオンに所属。

## タイトル
- セグンダ・ディビシオン・アマテウル（3部相当） (3): 1983, 1990, 2009-2010
- プリメーラD (1): 1978